# عذم عربي
العذم العربي (باللاتينية: Stipa arabica) نوع نباتي يتبع جنس العذم من الفصيلة النجيلية. يزرع لنوراته التي تنمو بشكل يشبه الريشة، مما يعطيها مظهراً جميلاً.

## الموئل والانتشار
ينتشر في معظم مناطق المشرق العربي من شبه جزيرة سيناء إلى شمال سوريا وصولاً إلى القوقاز.